# Адольф Вольф
Адольф Вольф (нім. Adolf Wolf; 23 травня 1899, Брауншвейг — 11 березня 1973, Байройт) — німецький воєначальник, генерал-майор люфтваффе (1 квітня 1944). Кавалер Лицарського хреста Залізного хреста.

## Біографія
7 червня 1917 року вступив в 164-й піхотний полк. 9 квітня 1920 року демобілізований. 11 червня 1920 року вступив в поліцію Ганновера. З 1 січня 1928 року — директор 8-го поліцейського району Ганновера, з 29 квітня 1929 року — командир 2-го загону швидкого розгортання, з 1 грудня 1932 року — ад'ютант вищого поліцейського училища в Айхе, з 1 серпня 1934 року — командир 4-ї роти. З 1 травня 1935 року — командир 12-ї роти групи земельної поліції «Генерал Герінг». 1 жовтня 1935 року переведений до люфтваффе. З 15 листопада 1935 року — командир 8-ї роти полку ВПС «Генерал Герінг». У травні 1937 року переведений в 3-й (зенітний) дивізіон полку. З 1 жовтня 1937 року — командир батареї, з 1 квітня 1938 року — 1-го дивізіону 64-го зенітного полку. З 5 червня 1940 року — командир зенітної групи «Вольф», з 15 червня 1940 року — 62-го зенітного полку, одночасно у червні-серпні 1940 року командував зенітною групою «Північно-Західний Берлін». Учасник Французької кампанії. В серпні-жовтні 1940 року — дипломатичний кур'єр, здійснив поїздку в Японію. З 27 липня 1941 року — командир 49-го зенітного полку і зенітної групи «Менгайм-Людвігсгафен». З 25 серпня 1943 року — командир 10-ї зенітної бригади, з 1 лютого 1944 року — 18-ї, з 2 жовтня 1944 року — 13-ї моторизованої зенітної дивізії. 9 травня 1945 року взятий в полон американськими військами, у червні переданий британській владі. 5 лютого 1948 року звільнений.

## Нагороди
- Залізний хрест
  - 2-го класу (22 серпня 1918)
  - 1-го класу (17 грудня 1920)
- Хрест «За військові заслуги» (Брауншвейг) 2-го класу (10 травня 1919)
- Нагрудний знак «За поранення» в чорному (14 червня 1919)
- Німецький імперський спортивний знак
- Почесний хрест ветерана війни з мечами
- Медаль «За вислугу років у Вермахті» 4-го, 3-го і 2-го класу (18 років; 2 жовтня 1936) — отримав 3 нагороди одночасно.
- Пам'ятна військова медаль (Австрія) з мечами
- Застібка до Залізного хреста 2-го і 1-го класу
- Лицарський хрест Залізного хреста (20 червня 1940)
- Нагрудний знак зенітної артилерії люфтваффе (5 листопада 1941)
- Нагрудний знак люфтваффе «За наземний бій» (5 грудня 1942)
- Німецький хрест в золоті (10 липня 1944)